# Britische Tourenwagen-Meisterschaft 2006

Das offizielle Logo der BTCC

Die 49. Saison der Britische Tourenwagen-Meisterschaft begann am 8. April 2006 in Brands Hatch und endete am 15. Oktober in Silverstone. Es wurden zehn Rennwochenenden auf neun verschiedenen Strecken ausgetragen.

## Ergebnisse und Wertungen

### Kalender
|            | Datum             | Rennen     | Strecke             | Pole-Position  | Platz 1             | Platz 2             | Platz 3             |
| ---------- | ----------------- | ---------- | ------------------- | -------------- | ------------------- | ------------------- | ------------------- |
| 1, 2, 3    | 8.–9. April       | England    | Brands Hatch (Indy) | Tom Chilton    | James Thompson      | Tom Chilton         | Matt Neal           |
| 1, 2, 3    | 8.–9. April       | England    | Brands Hatch (Indy) | Tom Chilton    | James Thompson      | Colin Turkington    | Matt Neal           |
| 1, 2, 3    | 8.–9. April       | England    | Brands Hatch (Indy) | Tom Chilton    | Jason Plato         | Colin Turkington    | Tom Chilton         |
| 4, 5, 6    | 22.–23. April     | Irland     | Mondello Park       | Matt Neal      | Matt Neal           | Jason Plato         | James Thompson      |
| 4, 5, 6    | 22.–23. April     | Irland     | Mondello Park       | Matt Neal      | Matt Neal           | Jason Plato         | Colin Turkington    |
| 4, 5, 6    | 22.–23. April     | Irland     | Mondello Park       | Matt Neal      | Mike Jordan         | Colin Turkington    | Matt Neal           |
| 7, 8, 9    | 13.–14. Mai       | England    | Oulton Park         | Jason Plato    | Gordon Shedden      | Mike Jordan         | James Kaye          |
| 7, 8, 9    | 13.–14. Mai       | England    | Oulton Park         | Jason Plato    | Matt Neal           | Fabrizio Giovanardi | Gordon Shedden      |
| 7, 8, 9    | 13.–14. Mai       | England    | Oulton Park         | Jason Plato    | Jason Plato         | James Thompson      | Tom Chilton         |
| 10, 11, 12 | 3.–4. Juni        | England    | Thruxton            | Gordon Shedden | Gordon Shedden      | Matt Neal           | Darren Turner       |
| 10, 11, 12 | 3.–4. Juni        | England    | Thruxton            | Gordon Shedden | Matt Neal           | Gordon Shedden      | Rob Collard         |
| 10, 11, 12 | 3.–4. Juni        | England    | Thruxton            | Gordon Shedden | Colin Turkington    | Matt Neal           | Jason Plato         |
| 13, 14, 15 | 15.–16. Juli      | England    | Croft               | James Thompson | Jason Plato         | James Thompson      | Matt Neal           |
| 13, 14, 15 | 15.–16. Juli      | England    | Croft               | James Thompson | Matt Neal           | Jason Plato         | Colin Turkington    |
| 13, 14, 15 | 15.–16. Juli      | England    | Croft               | James Thompson | James Thompson      | Colin Turkington    | Jason Plato         |
| 16, 17, 18 | 29.–30. Juli      | England    | Donington           | Gordon Shedden | Gordon Shedden      | Colin Turkington    | Fabrizio Giovanardi |
| 16, 17, 18 | 29.–30. Juli      | England    | Donington           | Gordon Shedden | Gordon Shedden      | Gavin Smith         | Mike Jordan         |
| 16, 17, 18 | 29.–30. Juli      | England    | Donington           | Gordon Shedden | Colin Turkington    | Fabrizio Giovanardi | Gordon Shedden      |
| 19, 20, 21 | 12.–13. August    | England    | Snetterton          | Jason Plato    | Jason Plato         | James Thompson      | Fabrizio Giovanardi |
| 19, 20, 21 | 12.–13. August    | England    | Snetterton          | Jason Plato    | Jason Plato         | James Thompson      | Colin Turkington    |
| 19, 20, 21 | 12.–13. August    | England    | Snetterton          | Jason Plato    | Matt Neal           | James Thompson      | Tom Chilton         |
| 22, 23, 24 | 2.–3. September   | Schottland | Knockhill           | Jason Plato    | Jason Plato         | Matt Neal           | Gareth Howell       |
| 22, 23, 24 | 2.–3. September   | Schottland | Knockhill           | Jason Plato    | Fabrizio Giovanardi | Gavin Smith         | Dave Pinkney        |
| 22, 23, 24 | 2.–3. September   | Schottland | Knockhill           | Jason Plato    | Matt Neal           | Gordon Shedden      | Gareth Howell       |
| 25, 26, 27 | 23.–24. September | England    | Brands Hatch (Indy) | Jason Plato    | Jason Plato         | Matt Neal           | Colin Turkington    |
| 25, 26, 27 | 23.–24. September | England    | Brands Hatch (Indy) | Jason Plato    | Jason Plato         | Matt Neal           | Colin Turkington    |
| 25, 26, 27 | 23.–24. September | England    | Brands Hatch (Indy) | Jason Plato    | Fabrizio Giovanardi | Gordon Shedden      | Jason Plato         |
| 28, 29, 30 | 14.–15. Oktober   | England    | Silverstone         | Gareth Howell  | Gareth Howell       | Colin Turkington    | Tom Chilton         |
| 28, 29, 30 | 14.–15. Oktober   | England    | Silverstone         | Gareth Howell  | Matt Neal           | Gordon Shedden      | Fabrizio Giovanardi |
| 28, 29, 30 | 14.–15. Oktober   | England    | Silverstone         | Gareth Howell  | Gareth Howell       | Colin Turkington    | Tom Chilton         |

## Punktestand

### Fahrer
| Pl. | Fahrer              | Punkte |
| --- | ------------------- | ------ |
| 1.  | Matt Neal           | 289    |
| 2.  | Jason Plato         | 241    |
| 3.  | Colin Turkington    | 240    |
| 4.  | Gordon Shedden      | 204    |
| 5.  | Fabrizio Giovanardi | 163    |
| 6.  | James Thompson      | 162    |
| 7.  | Tom Chilton         | 139    |
| 8.  | Gavin Smith         | 123    |

| Pl. | Fahrer         | Punkte |
| --- | -------------- | ------ |
| 9.  | Robert Collard | 97     |
| 10. | Mike Jordan    | 91     |
| 11. | Gareth Howell  | 80     |
| 12. | James Kaye     | 61     |
| 13. | Dave Pinkney   | 56     |
| 14. | Darren Turner  | 41     |
| 15. | Jason Hughes   | 27     |
| 16. | Mark Proctor   | 18     |

| Pl. | Fahrer        | Punkte |
| --- | ------------- | ------ |
| 17. | Eoin Murray   | 8      |
|     | Martyn Bell   | 8      |
| 19. | Paul O’Neill  | 7      |
|     | Tom Ferrier   | 7      |
| 21. | Fiona Leggate | 3      |
| 22. | Adam Jones    | 1      |

### Marke
| Pl. | Fahrer   | Punkte |
| --- | -------- | ------ |
| 1.  | Seat     | 572    |
| 2.  | Vauxhall | 528    |